# Tuna bergslag

Lämningar efter hyttor i Tuna bergslag.

Tuna bergslag, ursprungligen Näveberg, är ett geografiskt område med historisk bergsbruk och hyttverksamhet beläget mellan Nyköping och Nävekvarn i Tunabergs socken och delar av Tuna och Bergshammars socknar.
I Tuna bergslag finns ett stort antal äldre gruvhål. De äldsta finns omnämnda i Erik av Pommerns stadfästelse från 1420, men har troligen varit brutna innan dess. 
I området finns även ett fyrtiotal lämningar efter medeltida hyttor. De flesta är kopparhyttor och cirka en tredjedel hyttor för järnframställning. De flesta hyttorna övergavs i slutet av medeltiden. Kopparmalmen kommer i huvudsak från gruvorna vid Koppartorp, där det brutits malm sedan 1400-talet. Koppartorp var också centralort i Tuna bergslag med bland annat ett gruvmuseum. Förutom koppar- och järnmalm har det brutits malm med silver, kobolt, zink, bly och mangan. Den senast aktiva gruvan är Stora Uttervik mangangruva, där gruvdrift upphörde år 1956. 
I området har funnits styckebruk i Nävekvarn, Fada, Ekeby och Grishyttan.
Sörmlandsleden har flera sträckor inom Tuna bergslag som passerar gruvor, hyttor och andra intressanta lämningar från den tidigare bergshanteringen.

## Bilder

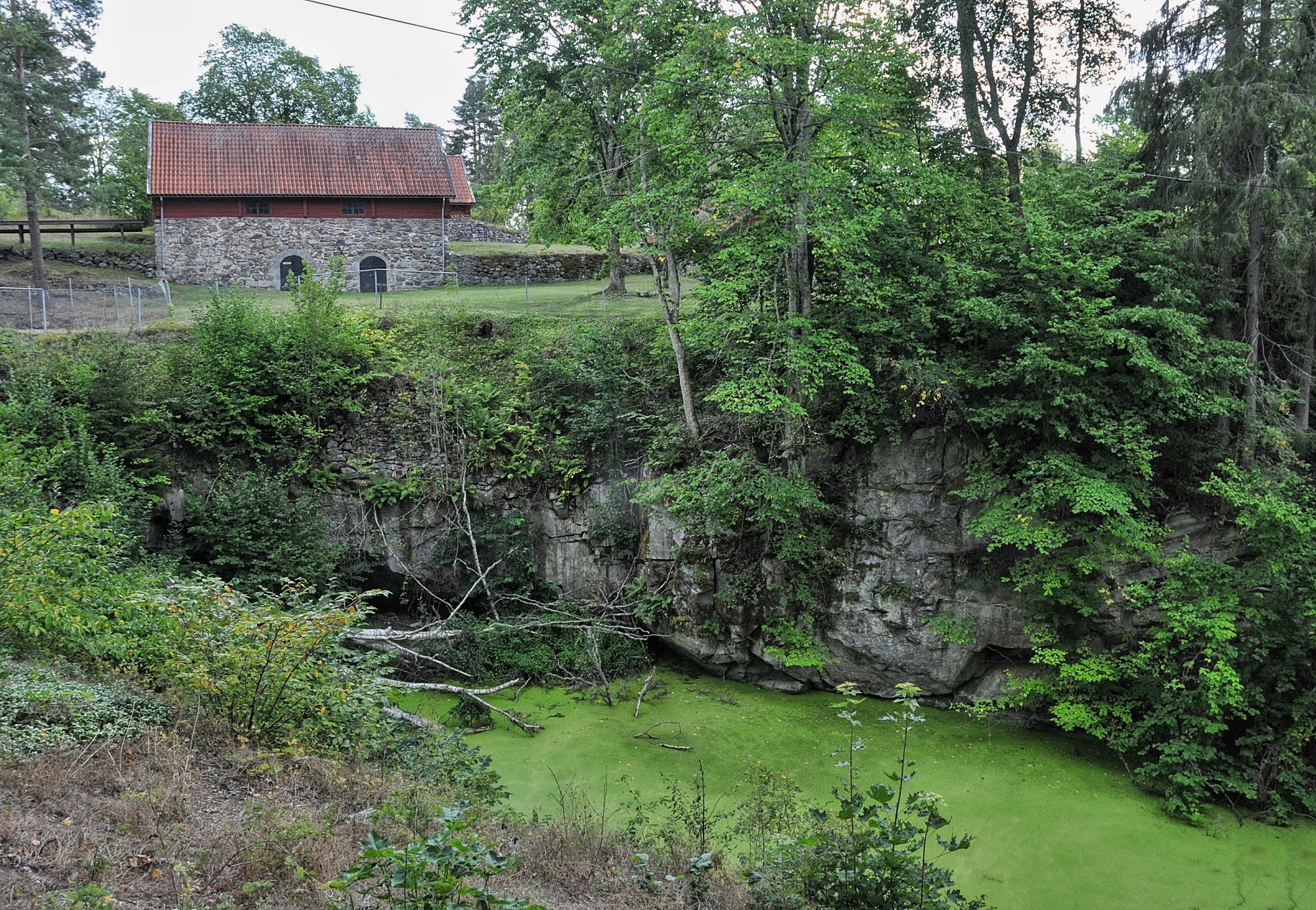
Storgruvan i Koppartorp.
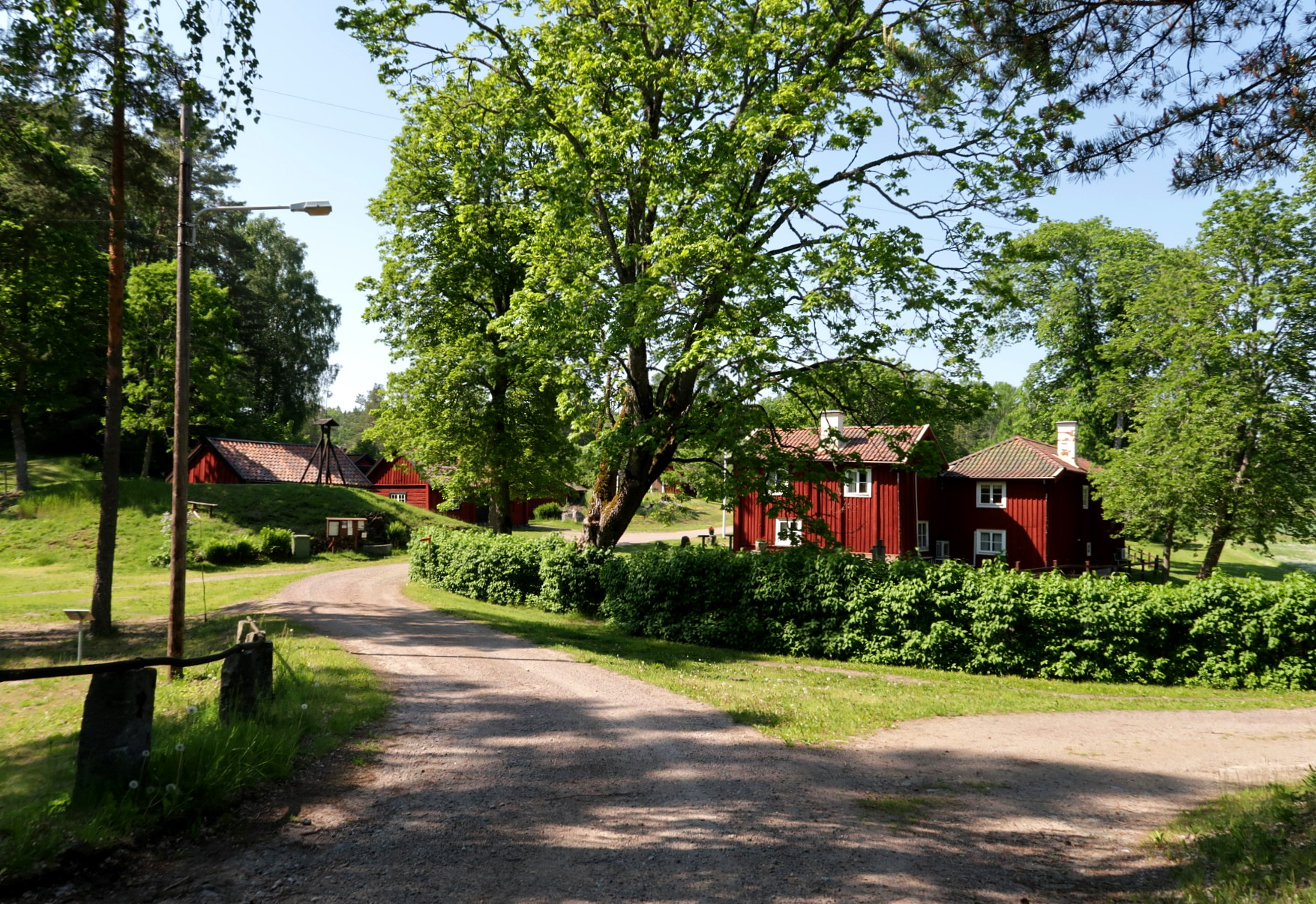
Koppartorps gruvby.